# 2009 중국야구리그
2009 중국야구리그 또는 CBL 2009시즌은 베이징 타이거즈가 광둥 레오파스를 CBL 챔피언 시리즈에서 1승 무패로 누르고 우승하며 끝이났다. 

## 소속 야구 팀

### 서남화북지구
- 베이징 타이거즈
- 톈진 라이온스
- 쓰촨 드래곤스

### 동남화동지구
- 상하이 골든이글스
- 광둥 레오파스
- 장쑤 호프스타스

## 수상 내역
| 수상 부문 | 선수 이름   | 팀              |
| --------- | ----------- | --------------- |
| 투수왕    | 왕난        | 베이징 타이거즈 |
| 신인왕    | 멍 웨이치앙 | 광둥 레오파스   |
| MVP       | 선 링펭     | 베이징 타이거즈 |

## 같이 보기
- 중국야구리그